# ボクはしたたか君
『ボクはしたたか君』（ボクはしたたかくん）は、新沢基栄による日本の漫画作品。

## 作品概要
主人公であるしたたか君を中心としたドタバタ活劇。『週刊少年ジャンプ』（集英社）にて1988年50号から1990年18号まで連載されていた学園ギャグ漫画で、『ハイスクール!奇面組』終了後の新連載。『奇面組』同様に登場人物が年を取り、進級を果たしている（連載開始時は3年3組だったが、連載終了直前では5年3組となっている）。
連載開始から安定した人気を保ち続けていたが、新キャラクター登場で脂が乗ってきた矢先に、作者の持病である腰痛が再度悪化のため休載。その後、作者の意向により未完のまま連載終了となることが、誌上にて発表された。
1作あたりのページ数は13ページ。本誌掲載時はカラー掲載が3回（パートカラー含む）。表紙掲載は3回。
『週刊少年ジャンプ』の「キャッチフレーズグランプリ」では、1989年が「憎まれっこ 世にしたたか」で、このときのイラストが単行本3巻の表紙に使われている。1990年は「天然危険物」だったが、発表の時点で連載が終了していたため、キャッチフレーズのみの発表となった。

## ストーリー
舞台は都内にある如何彷（いかさま）町と大沢城（おおさわぎ）小学校で、超問題児・流石したたかの引っ越し・転入から物語は始まる。彼は筋金入りのトラブルメーカーで、彼の手にかかればどんな授業やイベントでも大騒ぎの原因となってしまい、大半はそんなしたたかの縦横無尽な活躍?を描いたドタバタ活劇である。そんな中で彼を諫める良識の持ち主であるしっかり者の双子の妹、流石あざやかや本人が勝手にライバル視している二枚目の本郷勇一、おてんば教師の水越けいこ先生などが混じって、時に騒ぎに巻き込まれたり、時にしたたかのボケに突っ込んだりして話が展開していく。また、作品の途中からしたたかの宿命のライバルを自称する佐々木コタローが登場することによって、一層話に広がりを見せていく。

## 主な登場キャラクター
- 前作『ハイスクール!奇面組』と違い、登場人物の名前は「ダジャレ」を用いていない例が多い。
- 変態（個性的な変人的な登場人物）の数が『ハイスクール!奇面組』と異なり主人公・したたかと佐々木コタローを含めて僅かで、他は一般人である。

### 流石家およびその親戚
流石 したたか（さすが したたか）
本作の主人公。大沢城小学校の児童で、生まれはガラパゴス諸島。9歳（のちに10歳、11歳）。
厳つい風貌をしている反面、頭身は非常に小さい（小学3年生時：身長100cm、体重25kg）。その体格ゆえに特注の衣服や自転車を持っていたりする。かなりの大食らいであり、赤ん坊のころ野生の中で育った経験もあり、バイタリティが高い。連載初期は筋肉質で体を鍛えており、素手で塀を破壊したり手刀で地面をえぐったりと、人間離れした身体能力を見せた（連載後期には妹のおちゃらかに相撲で負けるほど弱体化している）。頭突きでブロック塀を破壊し、落下した鉄骨が直撃してもタンコブ程度で済むなど、相当な石頭。リレーの選手候補になるほど足が速かったり、竹馬や綱渡りなどもできたりするが、運動全般に優れているわけではなく、跳び箱や球技は苦手（少年野球チームでは補欠扱い）な上に、まともに泳げない。1年生程度の計算もできないなど、知能はかなり劣るが、悪知恵はとことん働く。また、物忘れも酷い（これは流石家全体に言えることである）。
性格は大胆で粗野に見受けられるが繊細でプライドが高く、傷つけられると落ち込むこともしばしば。クラスでは厄介もの扱いを受けているものの、本人は「人気者になりたい、みんなに受け入れられたい」と思っている。非常に根に持つ性格で、やられた相手には問答無用で倍返しにしなければ気が済まない。しかし、クラスメイトにいじめられたおろそかのために仇討ちをしたり、あざやかのために不在中の父の代わりに変装して授業参観に出るなど、家族思いの一面もある。
クラスメイトの本田原海に惚れている。彼女にその想いは気づかれていないものの、結構仲良くやっている。
流石 あさはか（さすが あさはか）
初登場時に年齢40歳で、一家の主。冒険家で、世界の至る所を旅している。また、一家の生計を立てるためフリーライターとして旅行記などを執筆している。彼の著す旅行記は非常に子供っぽい文面が特徴だが、老若問わず幅広い支持を得ているらしい。
冒険家だが、命知らずではなく自分の身に関してはかなり慎重であり、保管していた熱気球もセッティングまではしたものの、乗ろうとはしなかった。したたかたちの母親とは学生時代に知り合い、20年ほど前に結婚するも、連載開始の2年前にエジプトで死別している。生まれたばかりのしたたかをガラパゴス諸島で行方不明にしたことから、したたかとの関係は連載初期は険悪だったが、したたかを侮辱するような発言をした本郷勇一の父を殴り倒して反論したり、運動会の父兄参加による障害物競争でしたたかととんでもないコンビネーションを見せるなど、中盤以降は比較的仲良くなった様子を見せている。
流石・母
下の名前は不明。作中には写真にのみ登場している、流石あさはかの妻にして、しとやか・したたか・あざやか・おろそか・おちゃらかの母。
夫と一緒に冒険家をしていたが、2年前にエジプトで亡くなっている。風貌はワイルドな美人、といったところ。あざやかいわく「好奇心旺盛な人」。ガラパゴス旅行をしているときに、したたかとあざやかを出産している。
流石 しとやか（さすが しとやか）
一家の長女で、したたか・あざやか・おろそか・おちゃらかの姉。亡き母に代わって家事一切をこなす流石家の女房役。良識の持ち主でおっとりしている。
名前、見た目からして清楚で性格も温厚だが、時折他の流石一家のペースに巻き込まれ暴走する。また、見た目はしっかりしているが、他の家族同様物忘れがひどい部分がある。したたかの性格や扱い方を熟知しており、あざやかやあさはかには反抗的なしたたかも、彼女の言うことは素直に聞いたりする。彼女だけ他の弟妹と年齢が離れている（年齢は明らかにはされていないが、高校を卒業している描写がある）。本田原空に好意を寄せられているが、全然気付いていない。
流石 あざやか（さすが あざやか）
したたかの双子の妹。ガラパゴス諸島生まれ。したたかのことは「アニキ」と呼ぶ。
兄とは異なってスタイルもルックスも運動神経も良く、運動会では一人で複数の種目に参加するほど活発。学業成績も至って優秀だが、物忘れが酷く時折暴走したりなど、しっかりしている反面、時として大ポカをやらかす。また、普段は強気だが、自分より強い相手にはとたんに弱腰になる。基本的には誰に対しても優しく接することができ、良識的で人は良いが、反面人間が小さく狭量であり、兄に対しては過去の度重なる奇行により積もる気持ちもあり必要以上に厳しい態度をとりがち。
佐々木コタロー（後述）からは「姉のような存在」とみなされている。一緒にクラス委員を務めるクラスメイトの本郷勇一とはちょっとした恋人関係だが、彼女いわく「あれで頼りない所がある」という評価である。
流石 おろそか（さすが おろそか）
一家の次男で、しとやか・したたか・あざやかの弟。したたかやあざやかよりも背は高いがとても気が弱く、前の学校にはしとやかに連れられて登校していたり、本郷たちとの初対面時にはあざやかの後ろに隠れるなど、常におどおどとして人見知りが激しく、本郷には「兄に生気を吸い取られたようだ」と言われたほど。そのため、転校初期はクラスメイトからかなりいじめられており、それに激昂した兄のしたたかが弟をいじめたクラスメイトに仇討ちを仕掛けた。
兄であるしたたかに対しては絶対服従であり、兄のために知恵を振り絞ったり災難に巻き込まれたりすることもある。
華奢に見えるが力は割とあったり、女子児童からバレンタインチョコを貰ったりするなどの一面もある。同じ学年の友達のところに遊びに行くのが珍しいと言われるほどで、普段は兄や本郷たちと遊んでいることが多い。
流石 おちゃらか（さすが おちゃらか）
一家の三女で、流石家の末っ子。初登場時は3歳。非常に腕白で、したたかにありとあらゆる勝負で勝利する末恐ろしい才能の持ち主。しかもしたたか以上の怪力。お年玉の扱いもしたたか以上。したたかのせいで悪い言葉を覚えてしまっている。
流石 さわやか（さすが さわやか）
したたかの従兄。20歳の大学生として登場。北海道で暮らしており、実家は牧場を経営している。したたかが4年生の年のゴールデンウィークに東京の流石家にやってきた。
大胆、無頓着、かつ豪放磊落な性格の持ち主。一見二枚目で背も高いが、性格と田舎育ちが災いして、いまいち決まらないタイプ。また、スポーツ万能といわれるほど運動能力は大したものだが、要領が悪いため、全然それを生かせていない。文通相手との対面やボウリング場での赤っ恥など、散々な結果に終わったまま傷心の面持ちで北海道に帰ったが、後の手紙では夏休みに来るという風に立ち直った様子が描かれていた。

### 大沢城小学校5年3組
作中にて主人公・したたかが所属しているクラス。担任教師は水越けいこ。したたかとあざやかが転入してきてから騒動が起こるようになり、佐々木コタローの転入でそれがさらにエスカレートしたきらいがあるが、中にはしたたか以外の児童や担任教師の水越先生が引き起こしているものもある。
基本的にしたたかやコタローといった変態に限らず、個性的な生徒が揃った賑やかなクラスであり、能力的に問題こそあるものの分け隔てなく教え子に接する姿勢をとる水越先生によって、良くも悪くもまとめられている。

#### したたかと友好的なクラスメイト
第1話にてしたたかとあざやかに出会い、そこから関わり合いだした本郷勇一をリーダーとした面々。したたかやあざやかとは同じ班。連載初期はしたたかとは険悪だったが、連載が進むにつれて打ち解けて友好的な関係を築くことになる。
本郷 勇一（ほんごう ゆういち）
3組で1番の健康優良児。頭脳明晰、スポーツ万能、おまけにスタイルもルックスもよいクラスの女子たちの憧れの的。少年野球ではエースをつとめリレーではクラス代表に選出され、テストでは常に高得点。その優秀さからか、したたかからは勝手に「宿命のライバル」視されているが、当の本人はあまり意に介していない。この年齢の子供にしてはしっかりしていて割と大人びており、周囲からの信頼も厚い。基本的にはあざやかと共にしたたかやコタローの抑え役だが、時にはしたたかの悪巧みに乗ったり、彼らに巻き込まれて暴走したり、決して優等生という枠には収まらない行動も見られる。
したたかの妹のあざやかとはかなりの親密さで、色んなところに行ったりよく家に招いていたりしており、とことんモテる割に他の女性に浮気したりはせず、かなり一途。家族には共働きの両親と飼い犬がいる。
なお、彼と同姓同名で同じ姿形をした登場人物が新沢の読切作品『ミラクル探偵天野J』に登場している。
大貫 アキラ（おおぬき アキラ）
本郷の友人で、主人公グループの一人。背が高く筋肉質で怪力。テストの成績はかなり悪いが、少年野球では4番でキャッチャー、運動会のリレーのクラス代表に選出されるなど、運動神経はなかなかのもの。性格は粗暴で、第一話にて本郷のラジコンのヘリコプターを無理やり奪い、したたかの部屋に突っ込ませた張本人。
斉藤つとむと共にしたたかと一緒につるんでいることが多いが、したたかにとっては一の子分扱い。
家の稼業は大工で、顔立ちのよく似ている父親が、授業参観や運動会の話で登場している。
斉藤 つとむ（さいとう つとむ）
本郷の友人で、同じく主人公グループの一人。アキラと行動をよく共にする。
テストの成績はまずまずだが、小柄で泳げない上に少年野球では補欠。反面、手先はかなり器用で、図工の授業では繊巧な粘土細工を作っていた。アキラ同様、したたかからは一の子分扱いされているが、嫌々ながらも宜しくやっている。本編にて明らかになっている家族には、よく似た顔立ちと体格の父親がいる。また、過去に猫を飼っていたこともある。普段はアキラと一緒に、本郷と行動を共にすることが多い。
本田原 海（ほんだわら うみ）
あざやかの親友の女の子。本郷家の近所に住んでいる幼馴染として紹介された。無邪気で心優しく、いつも笑顔を絶やさない陽気な性格だが、かなりマイペースで筋金入りの天然ボケ、加えて反応が他人より鈍く、世間知らずと呼べる部分も見られる。お絵描きや童謡を歌うことが大好きで、少しあどけない雰囲気を放っている。しかし、あざやかからノートを借りて勉強しており、テストの成績はアキラやつとむらよりも良かったりする。一方、主要キャラクターでは運動神経は一番悪く、疲れると眠ってしまう癖もある。
本編で明らかになっている家族には、美人の母と年齢の離れた自動車整備工の兄の空がいる。
本作のヒロイン的扱いで、したたかやコタローから密かに想いを寄せられているのだが、それには全く気づいていない。ただ、クラスメイト（特に女子）から嫌われているしたたかに唯一好意的であり、教科書を忘れたしたたかに教科書を見せてあげたり、バレンタインデーに自分から嬉々としてチョコを贈ったりするなど、満更でもない部分もある。
佐々木 コタロー（ささき コタロー）
したたかを追って大亜晴（おおあばれ）小学校から転校してきた自称・永遠のライバル。一人称は「おいら」で、語尾に「〜でい!」を付ける、江戸っ子風な喋り方が特徴。カラー設定では髪の毛の色はピンク。
したたかに負けないぐらいの妄想癖と奇行癖の持ち主で、自分を「スタジャンの狼」と呼んでいる。したたかとは無意味かつ低レベルな張り合いを繰り広げる間柄であるが、当のしたたかからでさえ「一緒にされたくない」と思われている。
大亜晴小学校時代は低学年でありながらしたたかと学園一の嫌われ者の座を争っていた。頭身、成績、運動神経はしたたかとさほど変わらないが、生まれた環境が環境だけに社会常識はしたたか以下。しかし、根に持つ性格のしたたかとは異なって根に持たないカラッとしたところがある。また、本郷に対抗意識を持ち続けているしたたかと異なり、敵わない相手には歯向かわないなど自身を達観した部分がある。校内での服装が体操着に統一されてからも、したたか同様、体操着を着ていない。本田原海に想いを寄せており、「恋人のような女性」と勝手にみなしているが、まるで彼女に気づかれていない。また、あざやかを「姉のような女性」、水越先生を「母親のような女性」と勝手に見なしている。
父子家庭で食を含め極貧。家は川の上に建てたバラックであり、コタローはそれを「秘密基地」とごまかしている。そのため作中で最も厚かましく、おまけに欲につられやすい。家に風呂が無いせいで月に一度くらいしか入浴しておらず、クラスメイトからは「体が臭いため、たまには風呂に入ってください」というクレームが来ており、壁画作業の時も落書きで書かれている。
後述する親父のいい加減さのせいで食糧危機に陥り、流石家の冷蔵庫で冬眠状態となって救急病院へ直行、結果的にそのまま退場となった（そのため小堺ミカとは共演していない）。
小堺 ミカ（こさかい ミカ）
連載終了直前に大阪から転校してきた関西人の女の子。したたかや本郷が尻尾を巻いて逃げるほどのマイペースの持ち主。実は田所校長の姪。黙っていればルックス・スタイル共に良いかなり可愛らしい女の子。

#### したたかと敵対するクラスメイト
小林タカシ率いる男子児童一派と鈴木率いる女子児童一派で構成された面々。彼らはしたたかとは徹底的に敵対している存在であり、いつもしたたかに対して悪意ある行為を働いているが、陰からこそこそと仕掛けた陰湿なものが多い。したたかから避けられているにもかかわらずほとんど彼らから突っかかっては大抵はひどい目にあっている。本郷たちのグループとは表面上敵対してはいないが、彼らがしたたかと揉めて酷い目にあっていても無視されている。
小林 タカシ（こばやし タカシ）
小林一派を率いる七三眼鏡の金持ちのボンボン。第2話から登場していたが、当初は名前が設定されておらず、ポートボールの選手を決める際にも自分のことを「名前のないキャラ」と言っていた（「小林」という名前が出てくるのは、第26話「真犯人は誰だ!?」から）。少年野球ではファーストのレギュラーで、泳げたり、リレーの代表に選ばれたりなど、運動神経はかなり良い。学力は詳しく述べられていないものの、それなりに頭は良い。しかしながら性格は最悪で、嫌味ったらしく陰湿、あざとく嫌らしい上に悪賢く、おまけにかなりの自慢屋。
したたかを徹底的に嫌っており、日々意地悪をしたり、したたかに（3人がかりでも）ケンカでは負けているためにコソコソと陰湿な形で危害を加えたりするが、その度に過激な仕返しを受けて痛い目に遭うことがほとんど。そんな性格であるため、本郷やあざやかからも実のところ軽蔑されており、したたかからも避けられているが凝りもせず突っかかる。
なお、眼鏡を取ると誰か分からなくなる、という理由でプールの時間も眼鏡を装着したままだった。仲間と一緒に隠れて喫煙した経験あり。本編で明らかになっている家族は、威厳と恰幅のある父親と眼鏡をかけた母親がいる。鈴木とは席が隣同士で班も一緒である上に親密な関係。
小林一派の2人
小林と行動を共にする3組の児童2人。中分けの特徴に欠いた顔立ちの児童と丸刈りで顔の長い特徴的な顔立ちの児童の2人組。小林と一緒にしたたかに嫌がらせをしては、過激な仕返しを受けている。
鈴木（すずき）
3組の女子児童。鈴木一派を率いている。彼女もしたたかのことを徹底的に嫌っており、小林同様、敵対的な行動をよく取る。実はしたたかと敵対したのは小林よりも彼女の方が先。
小林同様、性格は最悪だが悪賢い小林とは異なり、誤解や曲解に基づいた思慮浅い言動や所業が多い。小林とは親密な関係であり、小林一派と鈴木一派は行動をよく共にしている。
鈴木一派の2人
鈴木と行動を共にする3組の女子児童2人。特徴に欠いた顔立ちの女子児童とおちょぼ口で特徴的な顔立ちの女子児童の2人組。鈴木ほど特に目立った行動は取っていなかった。

#### その他のクラスメイト
早川（はやかわ）
3組の児童。とても足が速く、本郷、アキラ、小林と一緒に運動会のリレーのクラス代表に選ばれていた。やや大げさ。
高橋（たかはし）
3組の児童。動物の絵が上手く、図画の時間に壁画を手がけたときは指揮に当たった。とっさの機転は利くようで、色々あっても壁画を完成させた。かなり短気。テストの成績はそれほどでもない。

### 大沢城小学校関係者
水越 けいこ（みずこし けいこ）
5年3組の担任教師。したたかやコタローの問題行動に頭を抱えることが多いが、半ば大人と呼べないほどの過激さと行動力とメンタリティを持っており、自身もかなりのトラブルメーカー。
子供の頃からお転婆で、昔の写真も女の子らしさとはかけ離れた醜悪かつ品性に欠けたものばかりであったために、教師としての威厳を保とうと教え子たちに見られないようにしていた。また、プロレス好きだったり、怪獣の人形を部屋に飾ったりと男っぽい趣味がある。
教師としては真面目で熱意があり、時として問題児童（この場合はしたたか）の家庭訪問を行うなど一生懸命である。しかし、思慮に欠けている上に残酷で無神経な所業や言動がかなり多く、若さ故の過ちを犯している。それでも、どんな問題児であっても分け隔て無く教え子に接しており、したたかだけでなく、コタローやミカ、海といった問題児を上手に扱っている。そのため、したたかからも一応は「理解者」と認識されており、コタローに至っては「母親のような存在」と認識されている。酒に強く、給食の時間に専用どんぶりを持参するなどけっこう健啖家。
田舎育ちだが決してそれにコンプレックスを持っているわけでもなく、逆に田舎暮らしで得た数々の知識は大いに役立っている。
田所（たどころ）
大沢城小学校校長。登場当初は威厳ある中年から初老の紳士という感じで、その後も普段は比較的のんびりとしたキャラクターであるが、したたかたちや水越先生の暴走に巻き込まれる損な役割が多い。
下手の横好きでピアノやバイオリンなどを嗜む。他にも、落ち葉炊きの焼き芋が好きだったり、銭湯に浸かるのを趣味にしたり、風流人としての一面が見られる。ネコ好きだが、奥さんはネコ嫌いなので、体育倉庫の跳び箱に隠して玉五郎という子ネコを飼っていた。
実はカツラ着用で、このことをしたたかに知られて口止めを図るが、結局は偶発的なトラブルにより校内放送で全校中にバラされる羽目になる。
矢奈 完司（やな かんじ）
1組の担任で、嫌味な言動が多い中年男性教師。彼のクラスは勉強からスポーツまでエリート意識が強く、ギスギスした感じである。また、体育の授業では生徒個人の名前ではなくゼッケンの番号で呼ぶなど、機能的だが統制的な授業を行っており、あらゆる面で水越先生とは対極的。
基本的には名前どおりの性格で冷淡な印象だが、運動会ではダルマ姿で登場し、したたかのテストを採点していて失神した水越けいこを介抱するなど、人間味のある様子も見られる。
2組の担任
2組の担任の先生。男性。ジャージを着ている。
保健室の先生
白髪の老年男性。跳び箱に激突したしたたかを介抱した。

### 「立花モータース」の人々
自動車整備工場。あさはかの愛車（ジープ）の修理・改造もここで行っている。
本田原 空（ほんだわら そら）
社員で自動車整備士。初登場時20歳。海の兄にしていわゆるシスコンで、海に近付く男には殺意さえ抱くほど。「本田原海のボーイフレンド」を自称するしたたかを基本的には嫌っているが、しとやかに惚れ込んでおり、彼女の写真欲しさにしたたかのいいなりになり、野球メカを作ってあげたこともある。
一応「メカの天才」で、自動車整備士としての腕前は社長が認めるほど。整備代金を踏み倒そうとした車を必殺「工具の舞い」で一瞬にして分解したり、様々なメカを製作したりしているが、あさはかのジープを改造したときは脱出装置にパラシュートを付けていなかったり、野球メカでは燃料のニトロが爆発したりするなど、詰めが甘いところもある。
ゲン&ヤス
空の同僚の社員2人組。空を兄貴分と慕う。片方はサングラス愛用（どちらかは不明）。空と共に仕事そっちのけになっている所をおやっさんに叱咤されることがしばしである。
おやっさん
社長。空たちの脱線気味な行動に叱咤を飛ばす事しばしであるが、海には甘い。空の自動車整備士としての腕前は高く評価している。

### その他の人々

#### 友人の家族
本郷の父親
本郷勇一の父。授業参観の時に初登場。モデル並みのルックスで周囲からも羨まれるほど。息子同様ハンサムでスポーツ万能。あざやかとは顔見知り。表向きは良識的な紳士として振る舞い、常に笑顔を振りまき、周囲からの人気も高い。
息子に対してはよき父親の如く接しており、運動会の親子レースの時のように息もぴったり。しかしそんな第一印象とは裏腹に底意地はかなり悪く、運動会の時に相手が奇行の多いしたたかだからとはいえ他所の子供を笑顔で侮辱しただけでなく、さらにはそれをしたたかの父であるあさはかから咎められたら逆に開き直って自身の言動すら棚に上げて流石親子に対して徹底的に侮辱と挑発を繰り返した。おまけに自己顕示欲も非常に高くかなりの負けず嫌い。
息子の勇一から見れば、自分にとってはよき父親であるが、笑顔であさはかとしたたかを侮辱する父を見る眼差しから、その性格には困っている節がある。
本郷の母親
本郷勇一の母で、運動会の時にのみ登場。夫がしたたかを侮辱してその父親であるあさはかに殴られた時に驚いていた。
本田原の母親
本田原空と海の兄妹の母親。若々しい美人。授業参観の時に和服姿で初登場。運動会の時にも顔見せしている。
玉五郎（たまごろう）
田所校長が体育用具室の跳び箱の中で飼っていた子ネコ。したたかたちに発見され、海が引き取った。「玉五郎」は校長がつけていた名前で、本田原家に引き取られた後の名前は不明。
コタローの父親
佐々木コタローの父で、コタローと2人暮らしの父子家庭。焼き鳥の屋台を牽いて生計を立てている。贅沢を言うコタローを戒めたりするなど、自分が置かれている立場、境遇を弁えている感があり、高望みはしない性格。しかしあまりにもいい加減でマイペース過ぎる性格であるゆえに、息子のコタローに社会常識の欠如など被害が及んでいる。
盆栽いじりが趣味で、また時折親子でパチンコに行ったりもする。

#### 水越先生の故郷の人々
水越 光一（みずこし こういち）
水越けい子の兄で、母校でもある山中小学校の教師。兄妹揃って小学校教師を務めている。和美と健児は自分の教え子で、後輩。
虫取りの達人で、子供の頃は昆虫学者を目指していた。普段は気さくで温厚だが、昆虫のことになると性格が無垢になる。田舎育ちで田舎暮らしではあるが、そのことを誇りに思っている。地元の川での釣りを趣味としているが、健児曰く「下手な釣り」。
水越先生の父親
下の名前は不明。水越兄妹の父。温厚で親切な人であり、唐突にやってきた娘の教え子たちを暖かく迎えてくれた。また、コタローやしたたかが相手でも、ちゃんと対応できていた。水越家では代々ネコを飼っており、後に娘がそれを活かしている。
水越・母
下の名前は不明。水越兄妹の母で、顔立ちのみ娘によく似ている。
田中 和美（たなか かずみ）
水越家のお隣に住んでいる田舎育ちの純朴な少女。健児とは幼馴染みで、なんだかんだ言いながらも「男らしい」と思っている。行動的でお転婆な所がある。
健児（けんじ）
和美の幼馴染みの少年。苗字は不明。優等生タイプの本郷とは異なり、ガキ大将タイプである。
行動力旺盛で、かなり強引な所があるが気さくで憎めない性格。小学校の中をすすんで案内したり、虫や魚の捕り方を教えたりなど、面倒見がいい。やや不良少年的な所があり、スクーターを乗り回していたり、したたかや本郷たちに女子の風呂をのぞくことを提案したりしていた。

#### 如何彷町の人々
ファイターズの監督
したたかや本郷たちが所属している少年野球のチーム「如何彷町ファイターズ」の監督を務める。トレードマークはサングラスとヒゲ。
野球のことを何も知らないしたたかやコタローをチームに入れてマネージャーと称して小間使いに使う調子の良さはあるものの、彼ら相手にノックを打ったりと、わけ隔てなく接している（ただし、ノックは下手）。

## 単行本
- 通常のジャンプコミックス（以下、JC）版は全5巻。
- 前作『ハイスクール!奇面組』などでのバラエティに富んだおまけページとは異なり、作中のカットを再掲載するなど簡素なものになっている。1巻には『週刊少年ジャンプ』に掲載されたおまけの4コマ漫画2本が収録されている。
- 単行本の表紙は、1巻が1988年50号の表紙の流用、3巻がキャッチフレーズポスターのイラストの流用、4巻は「校長先生の秋のお楽しみ!?」の扉絵の流用で、純粋な描き下ろしは2巻と5巻のみ。
- ジャンプコミックセレクション（以下、JCS）版は全4巻。タイトルロゴはJC版のものとデザインが異なっている。第2巻には『ブイジャンプ』にて短期連載された『ハッピーにおまかせ!』が収録されている。また、最終巻では一部収録順序が異なっている。
- 青林堂からも復刻の予定があったが、実現しなかった。